# Laisan
Laisan är en sjö i Arjeplogs kommun i Lappland som ingår i Umeälvens huvudavrinningsområde. Sjön är ca tre mil lång men bara en dryg kilometer bred som mest. Den är  78,5 meter djup, har en yta på 27,5 kvadratkilometer och befinner sig 424 meter över havet. Laisan ligger i Laisälven Natura 2000-område. Sjön genomflyts av Laisälven. Vid dess östra strand ligger Laisvall och Laisvallby. På andra sidan ligger Västra Laisvall och Gidde.

## Delavrinningsområde

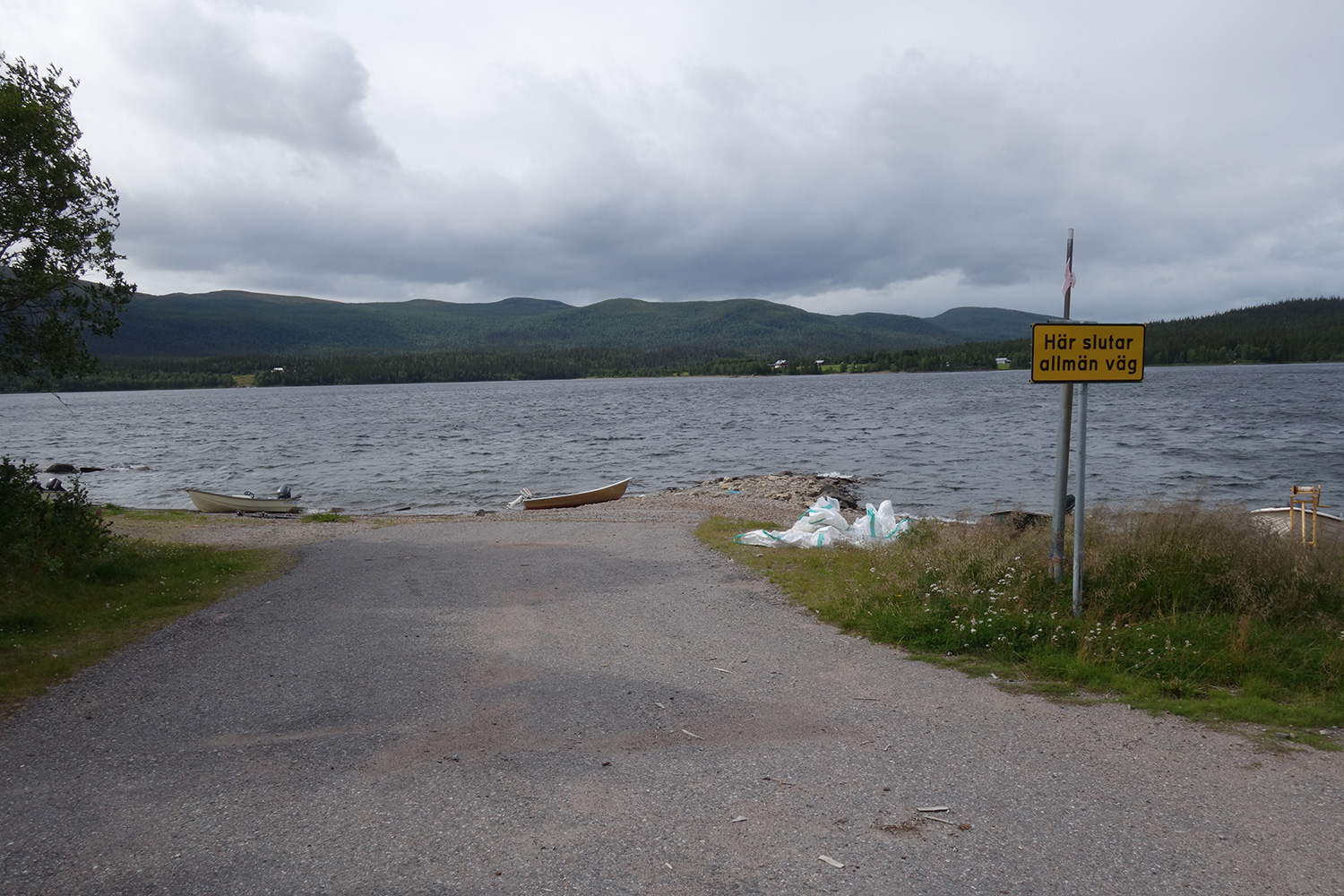
Laisan vid Laisvallby, med Västra Laisvall på andra sidan.

Laisan ingår i delavrinningsområde (733840-155856) som SMHI kallar för Utloppet av Laisan. Medelhöjden är 518 meter över havet och ytan är 183,9 kvadratkilometer. Räknas de 82 avrinningsområdena uppströms in blir den ackumulerade arean 1 776,46 kvadratkilometer. Laisälven som avvattnar avrinningsområdet har biflödesordning 3, vilket innebär att vattnet flödar genom totalt 3 vattendrag innan det når havet efter 394 kilometer. Avrinningsområdet består mestadels av skog (80 procent). Avrinningsområdet har 28,05 kvadratkilometer vattenytor vilket ger det en sjöprocent på 15,2 procent.